# دبلیو جی راس
دبلیو جی راس (انگلیسی: W. J. Ross؛ زادهٔ) بازیکن لاکراس اهل ایالات متحده آمریکا است.